# 세인트제임스구 (자메이카)

세인트제임스구의 위치

세인트제임스구(영어: Saint James Parish)는 자메이카 북서단에 위치한 구로 행정 중심지는 몬테고베이이며 면적은 595km2, 인구는 200,000명(2008년 기준)이다. 콘월주에 속하며 동쪽으로는 트렐로니구, 남쪽으로는 세인트엘리자베스구, 서쪽으로는 해노버구, 웨스트모얼랜드구와 접한다.